# Amblypodia
Amblypodia is een geslacht van vlinders uit de familie van de Lycaenidae.

## Soorten
- Amblypodia acerba Hewitson, 1863
- Amblypodia acron Hewitson, 1862
- Amblypodia adatha Hewitson, 1862
- Amblypodia adonias Hewitson, 1862
- Amblypodia adorea (De Nicéville, 1890)
- Amblypodia agaba Hewitson, 1862
- Amblypodia aglais (Felder, 1865)
- Amblypodia agnis (Felder, 1865)
- Amblypodia alaemon De Nicéville
- Amblypodia alax Evans, 1932
- Amblypodia alazonia Hewitson, 1869
- Amblypodia alce Hewitson, 1862
- Amblypodia alesia Felder, 1865
- Amblypodia alinda Druce, 1873
- Amblypodia amazona Pagenstecher, 1890
- Amblypodia andersoni Moore, 1884
- Amblypodia angulata Leech, 1890
- Amblypodia anita Hewitson, 1862
- Amblypodia annetta Staudinger, 1888
- Amblypodia anniella Hewitson, 1862
- Amblypodia annulata Felder, 1860
- Amblypodia anunda Hewitson, 1869
- Amblypodia area De Nicéville
- Amblypodia areste Hewitson, 1862
- Amblypodia aricia Staudinger, 1889
- Amblypodia aronya Hewitson, 1869
- Amblypodia arracana Smith, 1887
- Amblypodia artegae Doherty
- Amblypodia arzenius Felder
- Amblypodia asinarus (Felder, 1865)
- Amblypodia ate Hewitson, 1863
- Amblypodia axiothea Hewitson, 1863
- Amblypodia azenia Hewitson, 1863
- Amblypodia baluana Bethune-Baker
- Amblypodia bangkaiensis Ribbe
- Amblypodia basalus Hewitson
- Amblypodia bicolora Röber, 1886
- Amblypodia buxtoni Hewitson, 1878
- Amblypodia caelestis Röber, 1931
- Amblypodia capeta Hewitson, 1878
- Amblypodia cephalus (Weber, 1801)
- Amblypodia cormica De Nicéville
- Amblypodia courvoisieri Ribbe, 1934
- Amblypodia crabyle Kirsch, 1877
- Amblypodia darana Moore, 1879
- Amblypodia democritus (Fabricius, 1793)
- Amblypodia dera Bethune-Baker
- Amblypodia detrita Staudinger, 1889
- Amblypodia disparilis Felder, 1860
- Amblypodia elfeta Hewitson, 1869
- Amblypodia erebina Staudinger, 1889
- Amblypodia eridanus Felder, 1860
- Amblypodia eucolpis Kirsch, 1877
- Amblypodia faisina Ribbe, 1899
- Amblypodia fara Fruhstorfer, 1907
- Amblypodia fruhstorferi Röber, 1897
- Amblypodia geron De Nicéville
- Amblypodia gilolensis (Felder, 1865)
- Amblypodia grynea Hewitson, 1878
- Amblypodia hainana Crowley, 1900
- Amblypodia helenore Doherty
- Amblypodia hesba Hewitson, 1869
- Amblypodia hewitsoni Mabille, 1877
- Amblypodia hyacinthus Röber, 1931
- Amblypodia japonica Murray, 1875
- Amblypodia karennia Evans, 1925
- Amblypodia kuehni Röber, 1887
- Amblypodia loomisi Pryer, 1887
- Amblypodia lupola Hewitson
- Amblypodia lycaenaria Felder, 1860
- Amblypodia maymyoia Tytler, 1926
- Amblypodia mimetta Butler
- Amblypodia minnetta Butler, 1882
- Amblypodia molleri De Nicéville
- Amblypodia narada Horsfield, 1829
- Amblypodia naradoides Moore, 1879
- Amblypodia oberthuri Staudinger, 1889
- Amblypodia obscura Miskin, 1891
- Amblypodia ocrida Hewitson, 1869
- Amblypodia oenotria Hewitson, 1869
- Amblypodia osia De Nicéville
- Amblypodia ovomaculata Hewitson, 1878
- Amblypodia oxiothea Hewitson
- Amblypodia palowna Staudinger, 1889
- Amblypodia paralea Evans, 1925
- Amblypodia polita Röber, 1887
- Amblypodia quercoides Röber, 1886
- Amblypodia rama (Kollar, 1848)
- Amblypodia ribbei Röber, 1886
- Amblypodia silhetensis Hewitson, 1862
- Amblypodia sophax Mathew, 1887
- Amblypodia suffusa Tytler, 1915
- Amblypodia taooana Moore, 1878
- Amblypodia tephlis Hewitson, 1869
- Amblypodia theba Hewitson, 1863
- Amblypodia tristis Röber, 1887
- Amblypodia turbata Butler, 1881
- Amblypodia viola Röber, 1887
- Amblypodia violacea Röber, 1886
- Amblypodia vivarna Horsfield, 1829
- Amblypodia viviana Röber, 1887
- Amblypodia yendava Smith, 1887